# Stazione di Böblingen
La stazione di Böblingen è la maggiore stazione ferroviaria della città tedesca di Böblingen. È posta sulla linea Stoccarda-Tuttlingen ("Gäubahn") ed è origine delle linee per Renningen ("Rankbachbahn") e per Dettenhausen ("Schönbuchbahn").

## Storia
Il nuovo fabbricato viaggiatori, costruito a fianco del vecchio poi abbattuto, venne compiuto nel 1969.

## Strutture e impianti
Il fabbricato viaggiatori, di forme moderne, si caratterizza per il contrasto fra il corpo basso e un corpo superiore di 2 piani, adibito a uffici e decorato dal lato città da un rilievo in cemento.

## Riproduzione modellistica
Nel 1965 il fabbricato viaggiatori venne riprodotto in scala N dalla ditta Kibri; il modello attualmente a catalogo sotto la denominazione "Böblingen" ricorda tuttavia solo vagamente il modello reale, essendo composto da pezzi derivanti dal modello della stazione di Kehl.
Successivamente la stazione venne riprodotta anche in scala H0 dalla ditta Heljan.